# Parlamentswahl in Haiti 1997
Die Parlamentswahl in Haiti 1997 fand am 6. April 1997 statt. Ein Drittel des Senats war neu zu besetzen. Hinzu kam die Nachwahl zweier Mitglieder der Abgeordnetenkammer. Die Wahl konnte nicht ordnungsmäßig abgeschlossen werden.

## Hintergrund
Nach den Wahlen des Jahres 1995 war René Préval Staatspräsident. Seine Partei Lavalas verfügte seit 1995 über die Mehrheit in beiden Kammern des Parlaments.
Gemäß der Verfassung Haitis ist alle zwei Jahre ein Drittel der Senatoren, deren Amtszeit sechs Jahre beträgt, neu zu wählen. Im Jahr 1995 war aufgrund von in den Vorjahren nicht durchgeführter Wahlen der gesamte Senat neu gewählt worden. Damit einher ging die Festlegung, dass der Rhythmus für den verfassungsgemäß stets einer Rotation unterliegenden Senats durch zwei- vier- und sechsjährige Amtszeiten und entsprechende Neuwahlen wieder respektiert werden sollte.
Die Nachwahl zweier Mitglieder der 83 Sitze umfassenden Abgeordnetenkammer war durch eingetretene Vakanzen nötig geworden.

## Ergebnis und Folgen
45 Kandidaten traten zur Wahl an. Davon gehörten zwanzig 15 verschiedenen Parteien an und 25 stellten sich unabhängig zur Wahl.
Zwei Kandidaten konnten im ersten Wahlgang, der unter einer sehr geringen Wahlbeteiligung litt, am 6. April 1997 die absolute Mehrheit in einem Département erringen und waren somit gewählt. Der zweite Wahlgang wurde am 21. Mai 1997 vom provisorischen Wahlrat (CEP) unter Druck der Organisation Amerikanischer Staaten auf unbestimmte Zeit verschoben. Grund war die Drohung der regierenden Partei Fanmi Lavalas, die Stichwahlen zu boykottieren. Sie beklagte Betrug im ersten Wahlgang.
Sieben Sitze im Senat und zwei in der Abgeordnetenkammer blieben somit vakant.